# Patrician
Patricienii au fost la început casta elită în Roma antică. În timpurile vechiului Imperiu Roman, termenul patrician era un titlu specific dat unui înalt oficial de curte.
Patricienii erau proprietari de pământ, dispuneau de drepturi politice depline și formau masa cetățenilor,numită Poporul Roman (populus romanus.) În latină cuvântul pentru „patrician“ este patricius (plural patricii). El provine de la patrēs (cōnscrīptī), pluralul lui pater („tată“) și din sensul adăugat al „părinților înrolați“ (membrii Senatului roman). Cuvântul revine limbii engleze ca „patrician“ din versiunea în engleza de mijloc - patricion și din franceză veche - patricien.

## Castă patriciană

### În perioada republicană
În primele zile ale Republicii Romane, patricienii au format un grup dominant ereditar în cadrul Senatului. Patricienii pretindeau că erau capabili să-și urmărească linia familiană până la membrii inițiali ai Senatului roman. Toate magistraturile erau interzise non-patricienilor, care erau cunoscuți ca plebei. Statutul patrician era moștenit, iar intermariajul dintre patricieni și plebei era interzis. De asemenea, și comerțul între cele două părți era interzis.
De-a lungul timpului, conflictul s-a amplificat între cele două clase, iar patricienii erau încet forțați să renunțe la puterea lor. În 494 î.Hr., oficiul de tribun a fost creat pentru a îngriji interesele plebeilor; nici un patrician nu putea deține acest oficiu. Până în anii 320 î.Hr., toate magistraturile erau deschise candidaților plebei și importanța distingerii dintre patricieni și plebei a început să se piardă. În plus, pentru că statutul patrician era strict moștenit și nici o familie nouă nu putea fi creată, numărul familiilor de patricieni a scăzut.

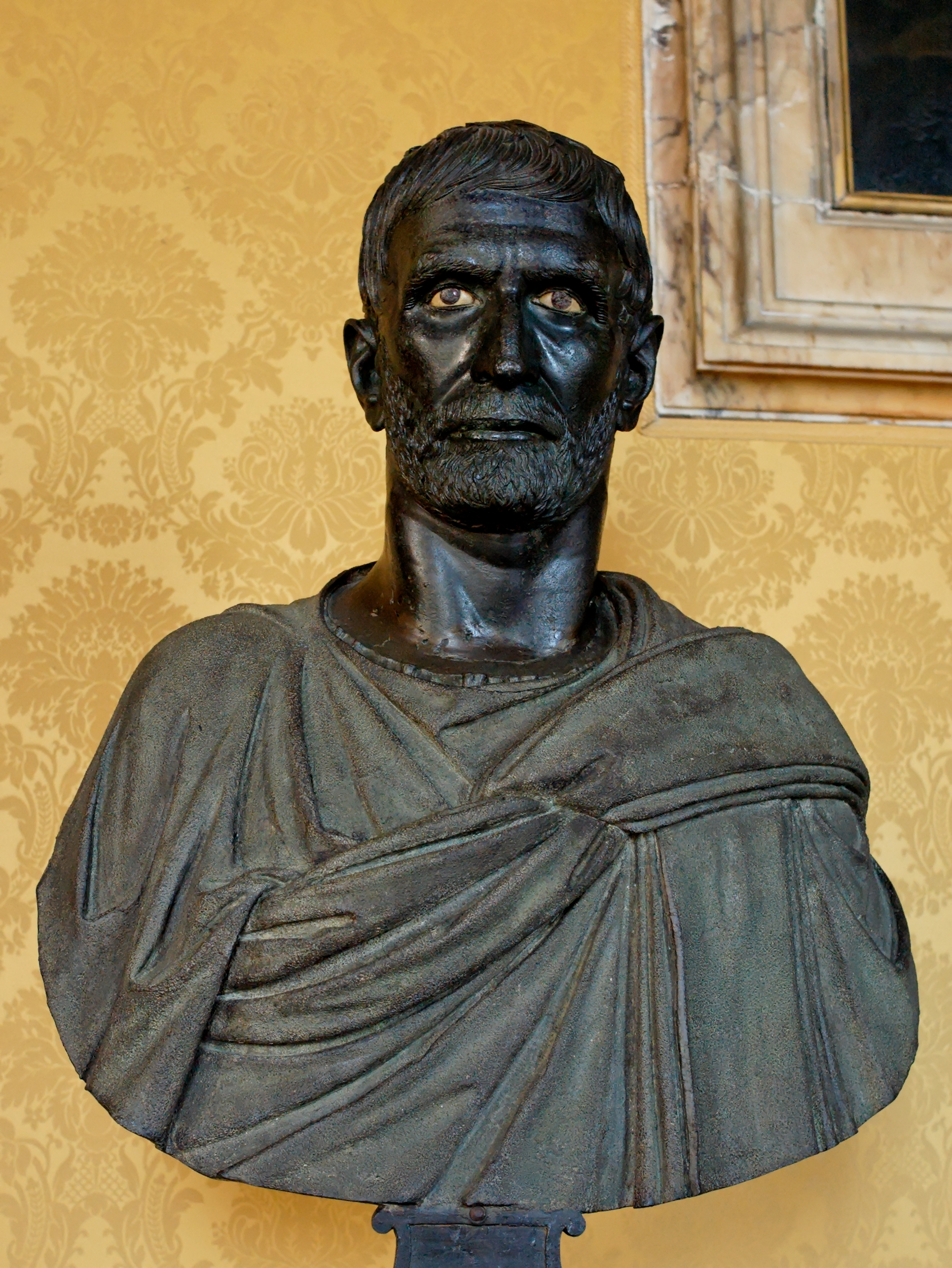
Lucius Junius Brutus, unul dintre primii doi consuli ai Republicii, provenit din familia patriciană Junia

Față de acest fenomen a existat o rezistență considerabilă din partea patricienilor. Încă de la începutul Republicii, patricienii se vor marca prin încercarea lor de a păstra rangurile sociale cât mai închise, cu scopul de a obține un monopol asupra puterii. Acest fenomen s-a marcat atât în ceea ce priveau magistraturile și alte poziții sociale, cât chiar în cunoașterea dreptului. Adesea, normele și procedurile juridice erau ținute ascunse de populația largă, aceasta fiind dependentă de patricieni pentru a rezolva litigiile.
Până în ultimele zile ale Republicii Romane în secolul I î.Hr., familii de plebei înstărite deveniseră de ceva vreme o parte integrală a elitei romane, iar statutul patrician oferea puțin mai mult decât prestigiu. Această realitate a devenit clară în 59 î.Hr., când patricianul Publius Clodius Pulcher a aranjat să fie adoptat de un plebeu (care era cu un an mai tânăr decât el!) astfel încât să poată candida la oficiul de tribun. Una dintre puținele poziții care rămâneau rezervate patricienilor în acel moment era oficiul de preot înalt sau pontifex maximus. Iulius Cezar, unul dintre cei mai proeminenți politicieni patricieni din timpurile sale, a deținut acest oficiu până la moartea sa.

## Poziție patriciană
Sub Imperiul roman, statutul de patrician așa cum fusese înțeles în Republică a încetat să mai aibă înțeles în viața de zi cu zi. Împăratul Constantin a reintrodus termenul; Patrician (Patricius) a devenit un titlu onorific pentru cei care demonstrau serviciu credincios Imperiului. Au fost, în general, puțini patricieni în Imperiu în același timp, iar uneori unul chiar unul singur. Până în secolul 5 d.C. în Vest, titlul denota în general un om care deținea puterea în spatele tronului imperial, de obicei un general al armatei romane. Între patricienii acestei ere se includ Stilicho, Constanțiu al III-lea (înainte să devină co-împărat), Aëtius, Bonifaciu și Ricimer. Termenul a fost folosit ocazional în acest sens în Europa vestică după finalul Imperiului Roman; de exemplu, Papa Ștefan al III-lea a acordat titlul „Patrician al romanilor“ conducătorului franc Pippin al III-lea. În est, unde împărații mențineau controlul asupra puterii, titlul și-a menținut un înțeles onorific, până când titlurile latine au ieșit din uz pe măsură ce greaca devenea limba curții.

### Listă de patricii
- Flavius Iulius Constantius: 335-337
- Flavius Stilicho: 394-408 (și magister militum)
- Flavius Constantius: 417-421 (mai târziu, împărat în februarie-septembrie 421)
- Flavius Castinus: anii 420
- Bonifacius: 432
- Flavius Aëtius: 433-454 (și magister militum)
- Petronius Maximus: 445-455 (mai târziu, împărat în martie-aprilie 455)
- Ricimer: 456-472 (și magister militum)
- Gundobad: 472-473 (și magister militum, mai târziu rege al Burgundiei, 473-516)
- Odoacru: 476-493 (și rege al Italiei)
- al-Harith ibn Jabalah: 529-569 (și rege al gasanizilor)

## Uz modern
În engleza modernă, cuvântul patrician este în general folosit pentru a denota un membru al clasei superioare, adesea cu conotații de avere moștenită, elitism și un sens de datorie nobilă. Această definiție derivă din înțelesul inițial al cuvântului anterior.

## Uz în ficțiune
În seriile satirice de fantasy Discworld de autorul britanic Terry Pratchett, orașul Ankh-Morpork era condus de o figură prezidențială asemănătoare vechii nobilimi romane. Liderul conducea sub titlul de patrician, dar este cu toate meritele un simplu tiran. În seriile de romane City Watch (vezi Guards! Guards!) patricianul este numit Havelock Vetinari și deși înfățișează o fațată democratică, este în toate intențiile și scopurile un dictator, unul (relativ) indulgent însă.
În trilogia SF Fundația de Isaac Asimov, în romanul Fundația și Imperiul, lui Ducem Barr i se face referire ca fiind un patrician al Imperiului. Întru această poveste este un titlu nobil, clar derivat din sensul roman imperial, după care imperiul Galactic al lui Asimov a fost modelat. În plus, o serie a celebrului Stargate SG-1, intitulat StarGate: Haven, are Imperiul Patrician ca inamicul principal.

## Articole corelate
- Patriciat